# 郭世道
郭世道，《南史》作郭世通，會稽郡永興縣（今浙江省杭州市萧山区）人，刘宋政治人物。
他生下來便失去了母親，父親再娶後母，他侍奉父親和後母。十四歲時他又死了父親，服喪格外守禮，幾乎承受不了喪父的悲哀。家境貧苦，没有產業，他靠幫人做工得錢用來贍養繼母。妻子生了一個男孩，夫妻倆共同商議，擔心有了孩子會妨礙侍養繼母，於是含淚將孩子活埋了。繼母死後，他親自負土築成墳墓。親戚們共同凑些錢物幫他辨喪事，他稍微接受了一些，等到安葬完畢，又去幫工，加倍償還親戚們先前所贈的錢物。服喪期滿後，終身思慕父母，就好像新喪一樣，不曾脱下過孝衣孝帽。鄉里流傳他的仁厚之風，鄰村的大人和小孩，没有一個對他直呼其名。他曾經跟人家合夥到山陰買賣货物，誤收了一千錢，當時没有覺察，分手以後才省悟過來，於是請求同伴將此錢還給本主，同伴大笑不答，他便將自己的錢充數送還錢主，錢主驚嘆他的品德和行為，拿出一半酬謝他，他推辭不受，回身便走。
元嘉四年（427年），朝廷派遣大使巡行天下，散騎常侍袁愉將他的淳厚德行上奏給朝廷，宋文帝深爲嘉許，诏令旌表，懸榜門閭，免除他的賦税和勞役，把他居住的村莊獨楓里改名爲孝行里。太守孟顗舉薦他爲孝廉，他不接受。他的兒子郭原平。